# آسکودا (میشیگان)
آسکودا (به انگلیسی: Oscoda) یک منطقهٔ مسکونی در ایالات متحده آمریکا است که در شهرستان ایوسکو، میشیگان واقع شده‌است. آسکودا ۲٫۵ کیلومتر مربع مساحت و ۹۰۳ نفر جمعیت دارد و ۱۷۹٫۸۳ متر بالاتر از سطح دریا واقع شده‌است.